# Jon Van Fleet
Jonathan „Jon“ Van Fleet (* 1982 in New York City, New York) ist ein professioneller US-amerikanischer Pokerspieler, der hauptsächlich online spielt.

## Persönliches
Van Fleet wuchs in Texas auf und machte an der Texas Tech University in Lubbock einen Abschluss in Psychologie. Zusammen mit Eric Lynch und Jon Turner veröffentlichte er unter dem Titel Winning Poker Tournaments One Hand at a Time von 2008 bis 2012 insgesamt drei Pokerbücher. Van Fleet lebt in British Columbia.

## Pokerkarriere

### Online
Van Fleet spielt seit Juni 2006 online unter den Nicknames apestyles (PokerStars, Full Tilt Poker, UltimateBet, Absolute Poker sowie Bodog), brotisserie chicken (GGPoker), sordykrd (partypoker) und chut_up (888poker). Seine Online-Turniergewinne belaufen sich auf mehr als 22 Millionen US-Dollar, womit er zu den erfolgreichsten Onlineturnierspielern zählt. Den Großteil dieser Preisgelder erspielte er sich dabei auf den Plattformen PokerStars und GGPoker. Im Dezember 2017 gewann er auf partypoker die Online Millions und erhielt eine Siegprämie von mehr als einer Million US-Dollar.
Im Jahr 2007 stand der Amerikaner zeitweise auf dem dritten Platz des PokerStake-Rankings, das die erfolgreichsten Onlinepoker-Turnierspieler weltweit listet.

### Live
Seine erste Geldplatzierung bei einem Live-Turnier erzielte Van Fleet Ende Oktober 2006 in Elizabeth im US-Bundesstaat Indiana. Im Juni 2008 war er erstmals bei der World Series of Poker (WSOP) im Rio All-Suite Hotel and Casino am Las Vegas Strip erfolgreich und kam bei zwei Turnieren der Variante No Limit Hold’em in die Geldränge. Bei der Partouche Poker Tour in Cannes gewann der Amerikaner Anfang September 2008 sein erstes Live-Turnier und erhielt eine Siegprämie von 23.500 Euro. Im April 2018 belegte er beim High Roller der partypoker Millions North America in Kahnawake den mit 90.000 Kanadischen Dollar dotierten vierten Platz. Ende August 2019 gewann Van Fleet das Super High Roller des WSOP-Circuits in Montreal mit einem Hauptpreis von 110.000 Kanadischen Dollar. Bei der WSOP 2022, die erstmals im Bally’s Las Vegas und Paris Las Vegas ausgespielt wurde, erreichte er den Finaltisch der Deep Stack Championship und erhielt als Dritter knapp 140.000 US-Dollar. Auch bei der WSOP 2023 saß er an einem Finaltisch und belegte den mit knapp 240.000 US-Dollar dotierten vierten Platz.
Insgesamt hat sich Van Fleet mit Poker bei Live-Turnieren knapp eine Million US-Dollar erspielt.

## Werke
- Buch Winning Poker Tournaments One Hand at a Time Volume I (mit Eric Lynch und Jon Turner) – Dimat Enterprises, Inc., 2008, ISBN 978-0974150277.
- Buch Winning Poker Tournaments One Hand at a Time Volume II (mit Eric Lynch und Jon Turner) – Dimat Enterprises, Inc., 2010, ISBN 978-0984143443.
- Buch Winning Poker Tournaments One Hand at a Time Volume III (mit Eric Lynch und Jon Turner) – Dimat Enterprises, Inc., 2012, ISBN 978-0984143467.